# 独立臼砲第1連隊
独立臼砲第1連隊は、日本陸軍の砲兵部隊の一つ。昭和20年6月沖縄戦にて勇戦敢闘の後全滅した。
動員
昭和19年6月24日　軍令陸甲第六十七号　により編制。昭和19年7月26日陸亜機密第四三九号により編制の基準人員400名。自動車類5とされた。
編制
連隊長　入部兼康　中佐　陸士33期
連隊本部　人員40名　
　重機関銃1丁
第1中隊　人員110名
　九八式臼砲8門　9糎迫撃砲2門　重機関銃1丁
第4、第5中隊の編制は第1中隊に同じ
第2、第3、第6中隊は当初から欠除。
材料廠　人員43名　
　自動貨車5輌　弾薬720発　重機関銃1丁　軽機関銃1丁
沖縄戦中は、初年兵約300名、防衛招集兵約400名が増加された。